# 12 juin 1959
Le vendredi 12 juin 1959 est le 163e jour de l'année 1959.

## Naissances
- Éric Fradet, parachutiste sportif et base jumper français
- Alain-Gilles Minella (mort le 20 novembre 2012), éditeur, écrivain et historien français
- Beniamino Vignola, footballeur italien
- Catherine Lowe Besteman, anthropologue américaine
- Daniel Chenevez, musicien français
- Desai Williams (mort le 10 avril 2022), athlète canadien
- Erwin Weber, pilote de rallye allemand
- Hervé Mazzon, joueur français de volley-ball
- Jérôme Hesse, écrivain français
- Jervis Johnson, auteur britannique de jeux de rôle
- Jerzy Binkowski, joueur de basket-ball polonais
- John Linnell, musicien américain
- Juan Antonio San Epifanio, joueur de basket-ball espagnol
- Kenneth Herdigein, acteur néerlandais
- Petar Rajič, archevêque catholique canadien, diplomate du Saint-Siège
- Philippe Coindreau, militaire français
- Robert Elms, écrivain britannique
- Scott Thompson, acteur et comédien canadien
- Steve Bauer, coureur cycliste canadien
- Willem Ritstier, scénariste néerlandais

## Décès
- Camille Cé (né le 26 octobre 1878), écrivain français
- Dzongsar Khyentsé Chökyi Lodrö (né en 1893), lama tibétain

## Événements
- Sortie du film Orfeu Negro